# Trolleybus de Naples
Le réseau de trolleybus de Naples compte trois lignes desservant la ville de Naples en Italie.

## Réseau actuel

### Aperçu général
Seules les lignes 201, 202 et 204 circulent entièrement dans la commune de Naples, l'autre ligne effectue une desserte suburbaine, desservant ainsi les communes périphériques.
En octobre 2023, le réseau compte les quatre lignes suivantes :
Lignes urbaines:
- 201 Piazza Carlo III – Piazza Cavour – Via Medina
- 202 Piazza G.B. Vico – Piazza Garibaldi – Via Medina
- 204 Ospedale Cardarelli – Capodimonte – Via Costantinopoli – Via Depretis

Ligne suburbaine:
- 254 Napoli/Via Nicolini (Ponti Rossi) – Portici (Piazza Poli)

### Matériel roulant
- ANM :  87 AnsaldoBreda F19 (livrés entre 1999 et 2002), n°F9079-F9165[1].